# Hackelochloa granularis
Hackelochloa granularis é uma espécie de grama nativa da África Subsaariana e das regiões temperadas e tropicais da Ásia. É naturalizado no Sul dos Estados Unidos, México e América do Sul.

## Características
Hackelochloa granularis é uma planta anual. Os caules crescem dentre 5 a 100 cm de comprimento e nós barbudos. As bainhas das folhas são soltas com pêlos crescendo nos tubérculos. As folhas têm dentre 2 a 5 cm de comprimento e 4 a 12 mm de largura com pêlos na superfície e ciliados nas bordas. As folhas variam de retas a em forma de lança.